# 愛媛県道11号新居浜角野線
愛媛県道11号新居浜角野線（えひめけんどう11ごう にいはますみのせん）は、愛媛県新居浜市の中心部を南北に貫く県道（主要地方道）である。

## 概要

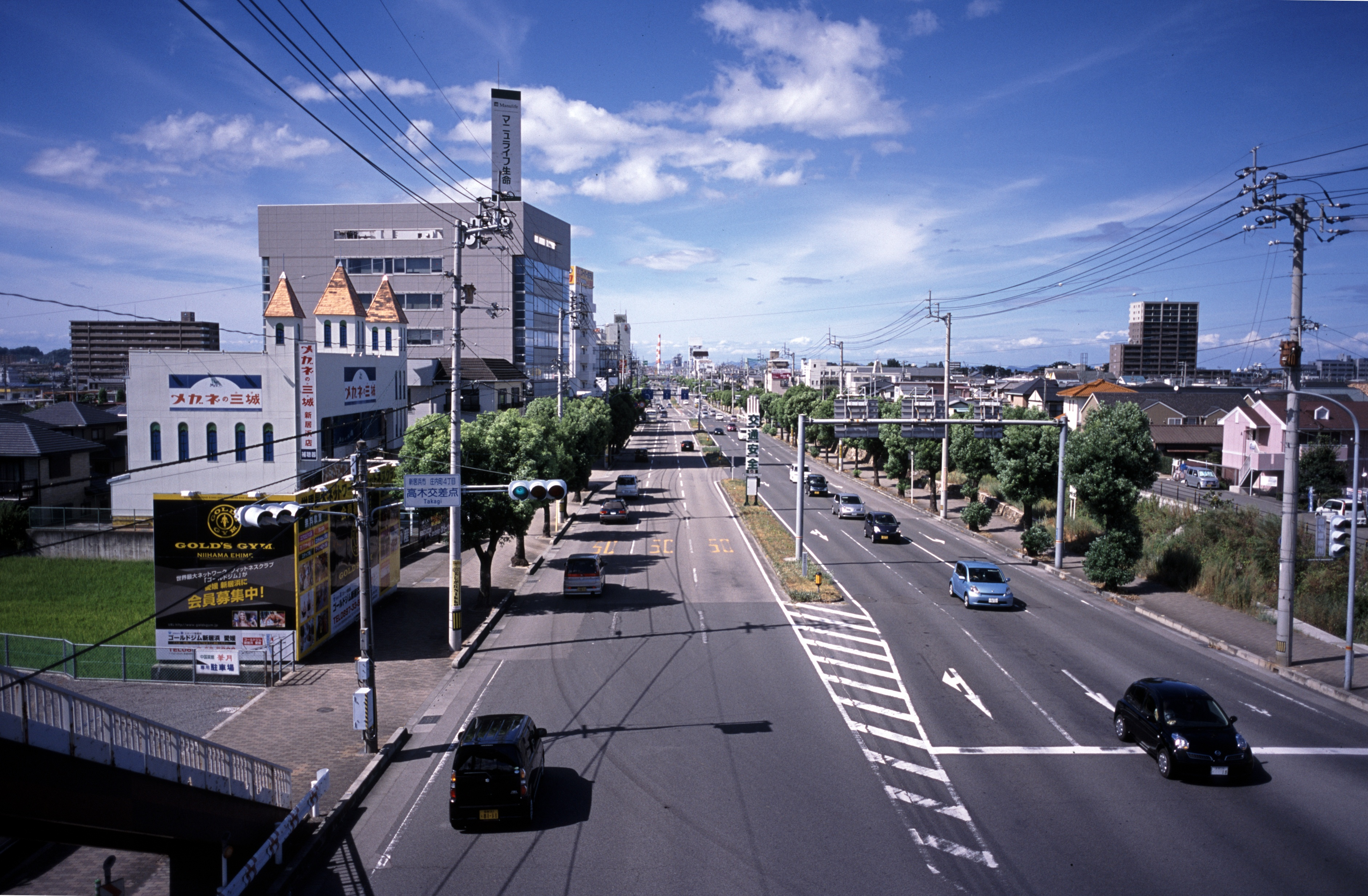
愛媛県道11号新居浜角野線、高木交差点付近

新居浜市港町（元塚交差点）を起点に、国道11号および愛媛県道47号新居浜別子山線と接する西喜光地町（東城交差点）を終点とする約4.3 kmの道路で、市街地へアクセスする重要な幹線道路である。沿道には大型スーパーのフジグラン新居浜・店舗・マンション・ビル・ホテルなどが建ち並び、また新居浜市役所をはじめとする官庁街など新居浜市の中心市街地を南北に縦断する路線である。
終点の東城交差点では、同じ路線番号の国道と県道が交差する。（通称:ゴールデンクロス）

### 路線データ
- 起点：新居浜市港町
- 終点：新居浜市西喜光地町（国道11号交点）

## 歴史
- 1993年（平成5年）5月11日 - 建設省から、県道新居浜角野線が新居浜角野線として主要地方道に指定される[1]。

## 路線状況
起点から駅前までの市街中心部 約2.3 kmは片側3車線、そこから終点までは片側2車線で整備されている。

### 名称・愛称
- 楠中央通り
- 堺筋

長年「堺筋」という名で親しまれていたが、1980年代後半に公募により「楠中央通り」という愛称が採択された。しかし沿道の標識にもこの愛称が記されているものの未だ完全には定着しておらず、従来通り堺筋と呼ぶ人も多い。

## 地理

### 通過する自治体
- 新居浜市

### 交差する道路

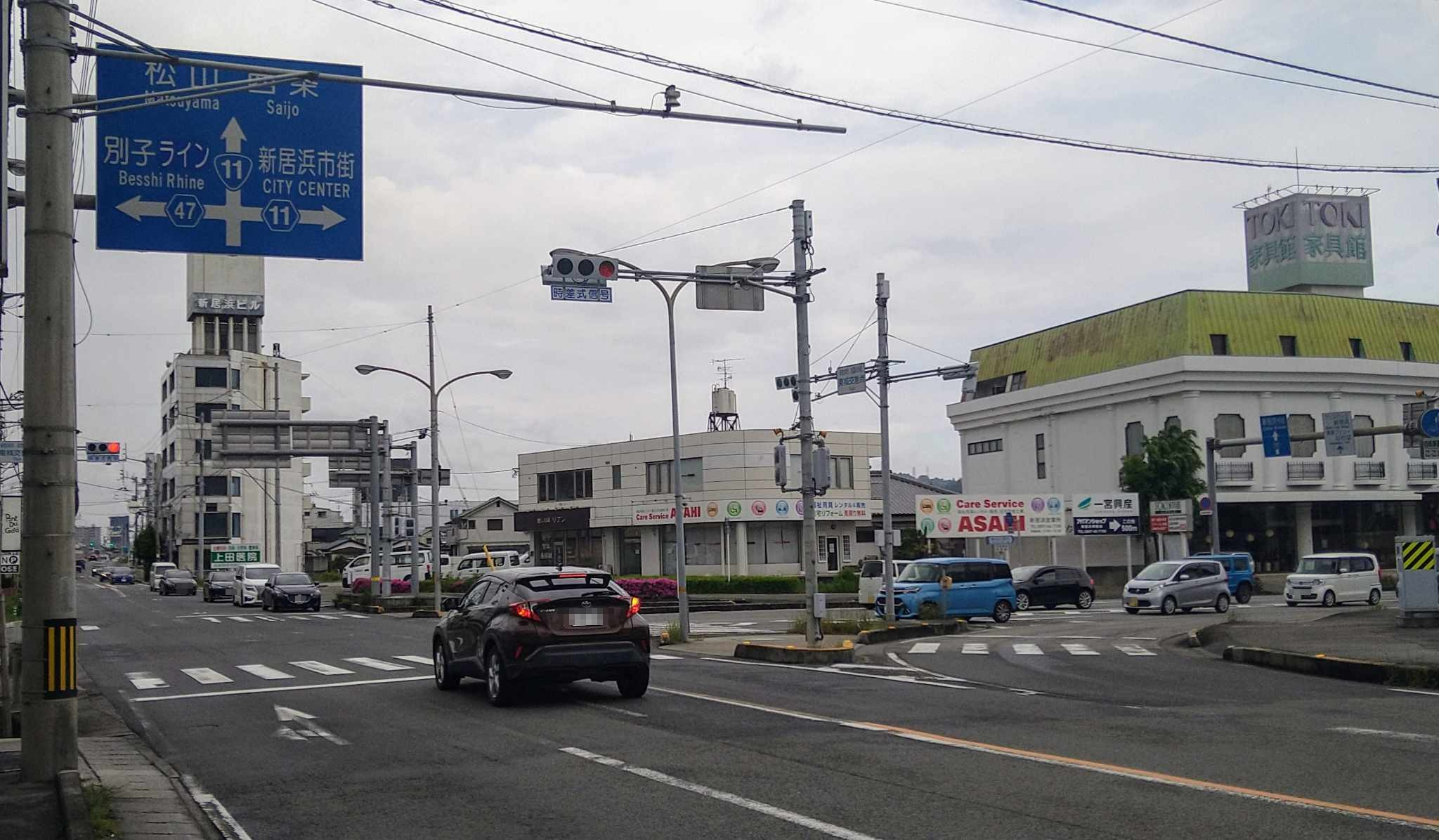
東城交差点（通称:ゴールデンクロス）

- 愛媛県道13号壬生川新居浜野田線（新居浜市繁本町）
- 愛媛県道134号国領高木線（新居浜市高木町）
- 愛媛県道135号新居浜停車場線（新居浜市坂井町）
- 国道11号新居浜バイパス（新居浜市西喜光地町）
- 国道11号・愛媛県道47号新居浜別子山線（新居浜市西喜光地町・東城交差点、終点）

### 沿線にある施設など
公共施設
- 新居浜市役所
- 新居浜簡易裁判所
- 新居浜税務署
- 新居浜労働基準監督署
- 愛媛県新居浜警察署
- 新居浜市総合福祉センター（ふれあいプラザ）

病院
- 財団新居浜病院
- 新居浜市医師会内科小児科急患センター

その他
- 小売
  - フジグラン新居浜（大型スーパーマーケット）
  - 業務スーパー（業務用食品スーパーマーケット）
  - いよてつ高島屋新居浜店（百貨店）
  - メガネの三城新居浜店
  - 明屋書店新居浜松木店（書店）
  - ブックオフ/ハードオフ/オフハウス（リサイクル書店/リサイクルショップ）
  - 紳士服はるやま新居浜喜光地店（紳士服チェーン店）
  - TOKI家具館（家具販売店）
- ホテル
  - ホテルマックスビジョン（ビジネスホテル）
  - ホテルルートイン新居浜（ビジネスホテル）
  - ホテルアルファーワン新居浜（ビジネスホテル）
  - スーパーホテル新居浜
- その他
  - レーイグラッツェふじ（結婚式場）
  - 美容プラージュ（美容院）
  - タイムズカーレンタル(旧マツダレンタカー)新居浜店